# Andinosaura hyposticta
Andinosaura hyposticta — вид ящірок родини гімнофтальмових (Gymnophthalmidae). Мешкає в Колумбії і Еквадору.

## Поширення і екологія
Andinosaura hyposticta мешкають в Андах на кордонії Колумбії і Еквадору. Вони живуть у вологих гірських тропічних лісах. Зустрічаються на висоті від 1000 до 2000 м над рівнем моря